# Ethmia aurifluella
Ethmia aurifluella es una especie de lepidóptero de la familia Depressariidae.

## Distribución
Se encuentra en Marruecos, Asia Menor, Siria, Irán, la península ibérica, Francia, Suiza, Austria, Italia, Albania, Macedonia del Norte, Bulgaria, Grecia, Turquía, Rumanía, Ucrania y Rusia meridional.

## Descripción
Su envergadura es de aproximadamente 12 mm.

## Ecología
Las larvas se alimentan de especies de Thalictrum y Anchusa.